# Riot grrrl
Riot Grrrl — феминистское движение, возникшее в инди-/панк-роке 1990-х годов, нашедшее своё выражение с одной стороны — в грубом, жёстком, как правило, на любительском уровне сработанном панк-роке, с другой — в политической активности, на некоторое время превратившей рок-жанр во влиятельную субкультуру. Многие (хоть и не все) riot-grrrl-исполнительницы основное внимание уделяли темам, так или иначе связанным со взаимоотношениями полов (изнасилование, насилие в семье, однополая любовь), рассматривая их с радикальных позиций. Изначально лидеры движения поставили себя вне большого музыкального бизнеса и отмежевались от любых корпоративных интересов: большая часть riot-grrrl-релизов вышла на лейбле с говорящим названием Kill Rock Stars.
В XXI веке последовательницы движения riot grrrl окончательно вышли из фокуса внимания СМИ и занялись практической деятельностью: организацией женских музыкальных фестивалей, курсов самообороны («Home Alive»), помощью в трудоустройстве, изданием андеграундной литературы и т. д.

## История движения

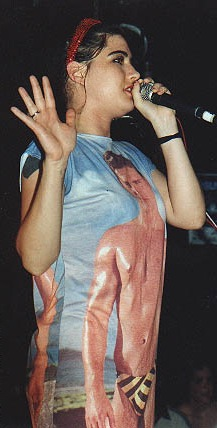
Кэтлин Ханна, Bikini Kill

Движение возникло в начале 1990-х годов, когда феминистские идеи стали просачиваться на американскую инди-сцену. В 1991 году в ответ на акцию «Христианской коалиции» (выступившей с инициативой «Право на жизнь», призывавшей к установлению запрета на проведение абортов) возникло спонтанное движение за право женщины на аборт (фестиваль Rock for Choice, организованный участницами группы L7), постепенно ставшее общенациональным. В конце 1991 года лидеры нового движения впервые использовали термин «riot grrrl» (возникший поначалу по поводу расовых беспорядков в Маунт-Плезант).
Инициативу приписывают Джен Смит (участнице групп Bratmobile, Rastro! и The Quails), которая неоднократно писала о необходимости «девичьего бунта». Вскоре Алисон Вулф (подруга Смит), Молли Ньюман, а также Кэтлин Ханна и Тоби Вэйл (известные по участию в Bikini Kill) назвали свой фэнзин Riot Grrrl (хотя до этого уже существовало подобное издание «Jigsaw», использовавшее термин Angry grrls в своих лозунгах).
Считается, что у истоков музыкального движения Riot Grrrl стоят две группы: Bikini Kill и Bratmobile (хотя сами их участницы не считают себя в какой бы то ни было степени его организаторами и вдохновителями).
Важную роль в становлении феномена сыграл и музыкальный фестиваль International Pop Underground (IPU) Convention, организованный записывающей компанией K Records и проведённый с 20 по 25 августа 1991 года. В первый вечер (под лозунгом «Love Rock Revolution Girl Style Now») выступили Bratmobile, Heavens to Betsy, Никки Макклюр, Лу Маффео, Джин Смит из Mecca Normal, 7 Year Bitch, Suture и Wondertwins (две последних группы — побочные проекты Кэтлин Ханны). В последующие дни на сцену фестиваля выходили группы разных жанров альтернативного рока: Unwound, L7, The Fastbacks, The Spinanes, Shadowy Men on a Shadowy Planet, Girl Trouble, The Pastels, Kicking Giant, Rose Melberg, Seaweed, Kreviss, I Scream Truck, Scrawl, Nation of Ulysses, The Melvins, Jad Fair, Thee Headcoats и Стив Фиск.
С движением Riot Grrrl также ассоциируются: в США — Mecca Normal, Slant 6, Sta-Prest, Сью П. Фокс, Дженни Туми, Autoclave, Raooul, Nomy Lamm, Excuse 17, Oiler, Canopy, Third Sex, Cheesecake, CWA (Cunts with Attitude), Tattle Tale, Growing Up Skipper, The Need, Team Dresch, Fifth Column, Bangs, Free Kitten, Emily’s Sassy Lime, The PeeChees; — в Великобритании — Huggy Bear, Mambo Taxi, Skinned Teen, Pussycat Trash, The Phantom Pregnancies, Linus, Budget Girls, Sister George, Karen Ablaze, Voodoo Queens; в Японии — Nonstop Body, Red Bacteria Vacuum, Lolita No. 18; в Китае — Hang on the Box.
Многие участницы движения queercore примыкали к riot grrrl, и такие фэнзины, как Chainsaw, Sister Nobody, Jane Gets A Divorce, I (heart) Amy Carter освещали оба движения. При этом на панк-сцене существовало несколько чисто женских коллективов, которые выражали радикальные идеи, проповедовали феминизм, но к движению riot grrrl не относились: 7 Year Bitch, Red Aunts, Thee Headcoatees, Spitboy. Более гранжевые, Hole, L7 и Babes in Toyland (согласно Allmusic) во многом соответствовали духу движения, но имели лишь самое косвенное отношение к его идеологии.

## Родоначальницы и повлиявшие на становление
- Babes in Toyland
- Hole
- L7
- X-Ray Spex
- Йоко Оно
- Джоан Джетт
- The Slits
- Plasmatics
- Siouxsie and the Banshees
- The Ronettes
- The Raincoats
- Арета Фрэнклин
- Бетт Дейвис
- Нико
- Bush Tetras
- Au Pairs
- Penetration
- The Shaggs
- Rubella Ballet
- LiLiPUT
- Лидия Ланч
- Poison Girls
- Ким Гордон
- Феминистки-художницы: Кароли Шниман, Линда Бенглис, Марта Рослер, Джоанна Вент, «Вагинальный крем» Дэвис и Барбара Крюгер;
- Анджела Дэвис, Кэти Экер, белл хукс, Гертруда Стайн, Юлия Кристева и Эмма Голдман.